# Matías Defederico
Matías Defederico (Buenos Aires, 23 augustus 1989) is een Argentijns voetballer. 
Defederico maakte zijn debuut in 2007 bij Huracán. In de Clausura 2009 kon hij een basisplaats afdwingen en versierde zo een transfer naar de Braziliaanse topclub Corinthians. Omdat zijn prestaties daar eerder zwak waren werd hij in 2011 uitgeleend aan Independiente en een jaar later aan Huracán, waar hij in 2013 ook weer officieel op de loonlijst kwam. In 2014 begon hij aan een avontuur bij Al Dhafra uit de Verenigde Arabische Emiraten. 
Hij speelde twee wedstrijden voor het nationale elftal en scoorde in de wedstrijd tegen Panama.